# Марковка (Псковская область)
Ма́рковка — деревня в Ядровской волости Псковского района Псковской области.
Расположена в 18 км (по дорогам) к юго-западу от южной границы Пскова и деревни Черёха, в 4 км к западу от деревни Соловьи.
1. ↑  Численность населения населённых пунктов Псковской области по данным Всероссийской переписи населения 2010 года